# City Creek Center
El City Creek Center es una zona de desarrollo de uso mixto con un exclusivo centro comercial al aire libre, edificios de oficinas y residenciales, una fuente y un arroyo simulado cerca de Temple Square en el centro de Salt Lake City, Utah, Estados Unidos. Es una empresa de Property Reserve, Inc. (la división de bienes raíces comerciales de la Corporación del Presidente de La Iglesia de Jesucristo de los Santos de los Últimos Días [IJSUD]) y Taubman Centers, Inc. El centro integra elementos comerciales y residenciales, con senderos y arroyos cubiertos de follaje que cubren tres cuadras en el corazón del centro de Salt Lake City. El City Creek Center abrió sus puertas al público en general el 22 de marzo de 2012. Este centro comercial, de oficinas y residencial abarca casi 8,1 hectáreas del centro de Salt Lake City. El City Creek Center es parte de un proyecto de diseño sostenible estimado en 5 mil millones de dólares para revitalizar el centro de Salt Lake City. Se ha estimado que el proyecto del propio City Creek Center cuesta alrededor de 1,5 mil millones de dólares.

## Historia
El desarrollo del City Creek Center comenzó en 2003, cuando una compañía con fines de lucro propiedad de la IJSUD compró el Crossroads Plaza Mall, un centro comercial en el lado oeste de Main Street del ZCMI Center Mall. Ambos centros comerciales (conocidos extraoficialmente como Main Street Malls) se habían construido en la década de 1970. En 2001, la Compañía Boyer completó su nuevo centro comercial al aire libre llamado The Gateway, a cuatro cuadras al oeste de Crossroads y ZCMI, alejando más negocios de Main Street. Poco después, la tienda Nordstrom en Crossroads anunció sus intenciones de abandonar el centro comercial y abrir una nueva tienda en Gateway. La IJSUD compró el centro comercial en 2003 y reurbanizó el área. La iglesia contó con la ayuda de Taubman Centers, Inc. para ayudarlo a rediseñar los centros comerciales en un solo proyecto y reclutar minoristas para llenarlo. En octubre de 2006, se anunció el diseño conceptual del City Creek Center. Una ceremonia de inauguración tuvo lugar el 22 de marzo de 2012.

## Diseño y transporte
El City Creek Center cuenta con 210 km² de espacio residencial, de oficina y comercial de uso mixto, con el centro comercial en sí mismo con un diseño al aire libre, similar al centro comercial de la competencia The Gateway. El City Creek Center también ganó un premio por su techo retráctil. El centro comercial está destinado a atender predominantemente al tráfico peatonal. Las aceras de varios niveles cuentan con seis acres totales de espacio verde, fuentes y un arroyo. Una vía peatonal conecta las dos cuadras de la ciudad a través de Main Street. El sitio es atendido por la estación del centro de la ciudad del sistema de tren ligero TRAX y un amplio estacionamiento subterráneo capaz de albergar a 5600 vehículos.

### Skybridge

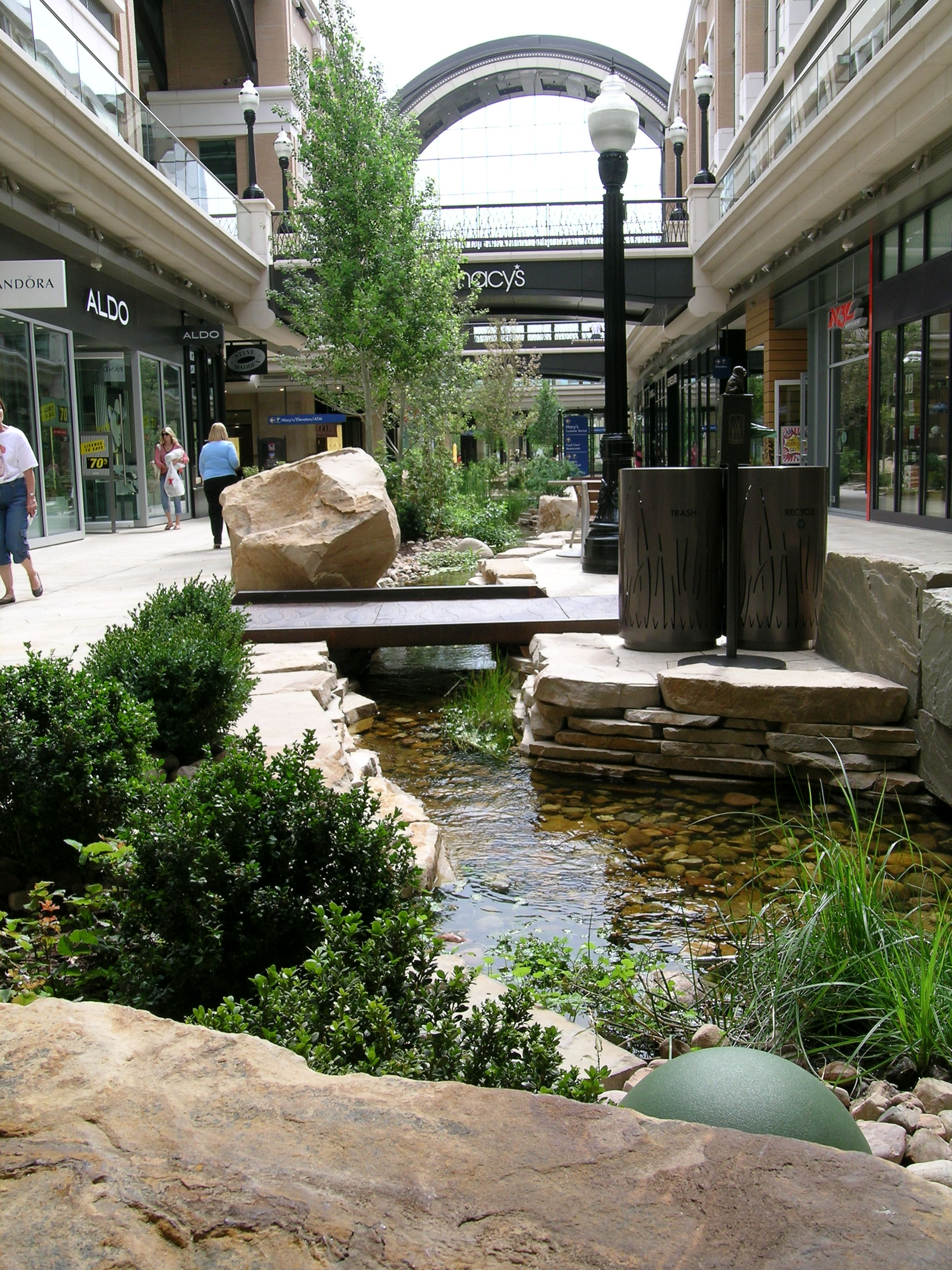
Arroyo corriendo por el City Creek Center

El Skybridge conecta los dos pisos superiores del centro comercial a través de Main Street y actúa como un conector peatonal. La estructura en sí pesa 320 000 libras e incluye paneles de techo que se pueden abrir, paredes de vidrio y bancos interiores. El puente aéreo en sí está ubicado directamente sobre la estación de tren ligero TRAX del City Creek Center. La estructura misma fue construida por Jacobsen.

### Arquitectura del paisaje
SWA, que proporcionó servicios de arquitectura paisajística y diseño urbano, organizó el sitio a lo largo de la red de calles de la ciudad para mantener el City Creek Center integrado al tejido urbano y se inspiró en el City Creek original de la ciudad para crear una vía fluvial de 1,2 km que atraviesa la propiedad como espacio verde peatonal. Otros elementos del diseño del paisaje apoyan el concepto general de la vida urbana, con parques de bolsillo, jardines de techo y conexiones de paisaje a lo largo del proyecto.

## Inquilinos

### Minoristas

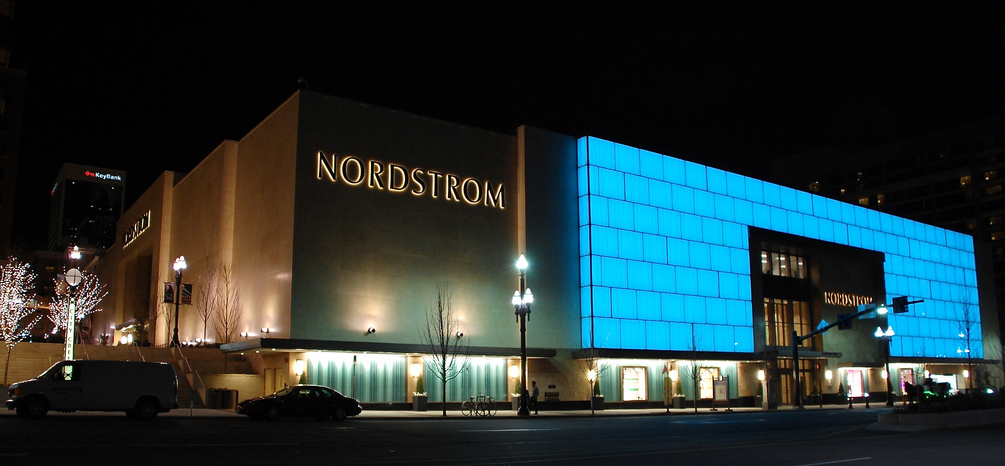
Nordstrom, West Temple, fachada de entrada en la noche en el centro de Salt Lake City, Utah.

El City Creek Center está anclado por dos grandes almacenes nacionales: Nordstrom y Macy's. Nordstrom tiene una tienda de dos niveles y 11 500 m² ubicada en West Temple Street, frente al Centro de Convenciones Calvin L. Rampton Salt Palace, y Macy's ocupa una tienda de tres niveles de 14 000 m² ubicado en la cuadra este de la calle principal. En el plano original un tercer ancla, Dillard's, también fue planeado para el centro comercial. Después de la protesta pública sobre la alineación del área restaurada e histórica de Regent Street en el proyecto, y la realineación asociada, dejó espacio insuficiente para los 14 000 m² propuestos para la tienda, por lo que se cancelaron los planes para un Dillard's en el Centro. En su lugar, se insertó más espacio para minoristas especializados y una torre de condominio adicional en el plan. Hay aproximadamente 28 000 m² de espacio comercial adicional para tiendas especializadas. Una tienda de comestibles Harmons está ubicada en el bloque más oriental (3er), en la esquina de las calles 100 South y 200 East. El área noreste que contiene la Torre Key Bank y la Torre contigua Eagle Gate se completó en junio de 2009. Contiene el Food Court con vista hacia el oeste. Varios restaurantes están convenientemente ubicados, incluidos McCafe (McDonald's), Chang Chung, Sbarro's, Red Iguana y Bocata. El centro comercial cuenta con un estacionamiento subterráneo asistido por valet ubicado debajo de la Torre Key Bank. La tienda insignia de Deseret Book abrió sus puertas en marzo de 2010 en la esquina noreste de Richards Street, en el edificio este de Richards Court, justo enfrente de Temple Square. Otros primeros inquilinos del centro comercial incluyen The Disney Store, Porsche Design y Cheesecake Factory, además de cien locales más.

### Oficinas

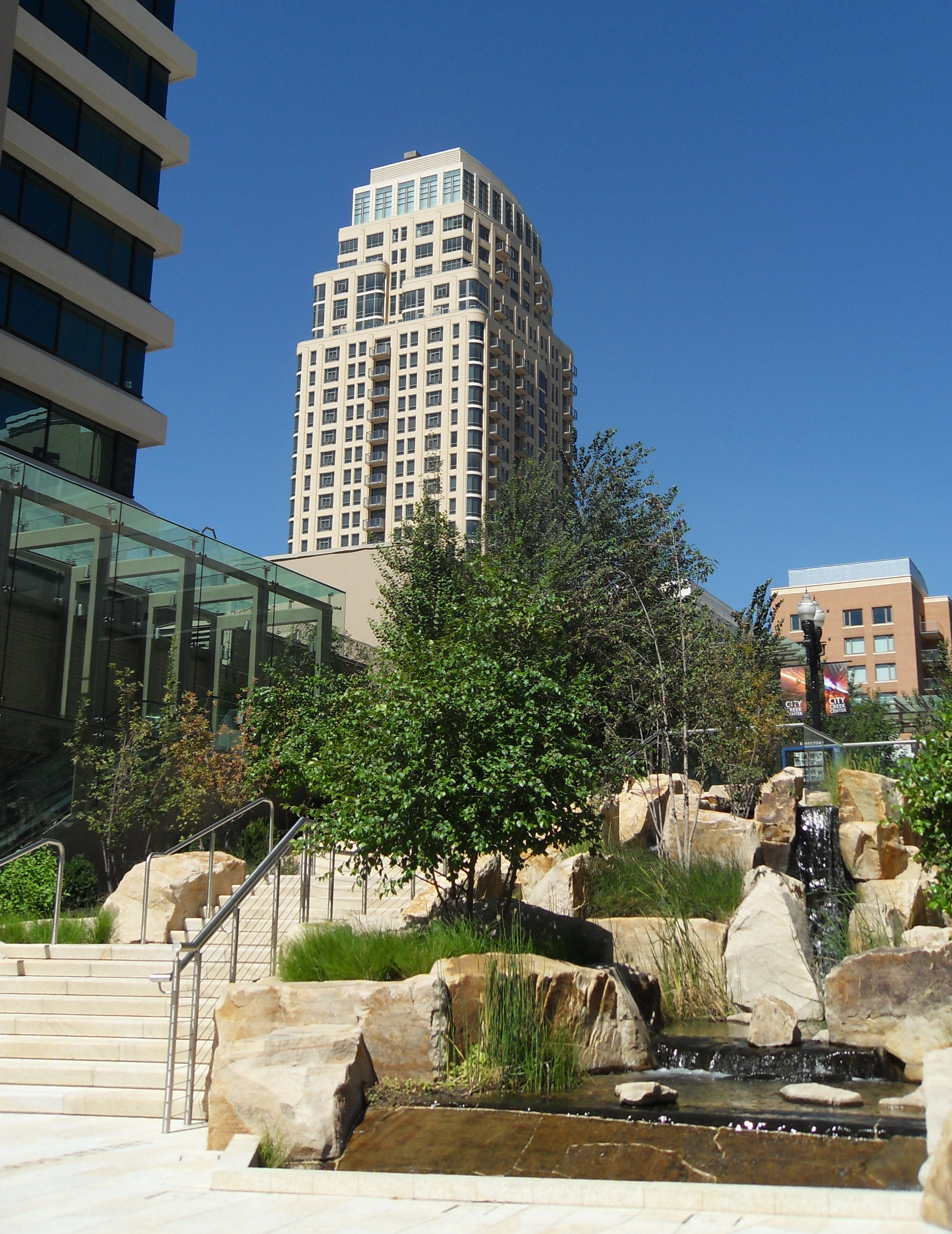
Entrada al City Creek Center, con 99 apartamentos West en el fondo (agosto de 2012)

Varios edificios de oficinas existentes en el área mantienen sus posiciones en el desarrollo del City Creek Center. La Torre Key Bank, sin embargo, fue demolida, y sus inquilinos se mudaron a la Torre del Grupo Financiero Beneficiario más cercano, que pasó a llamarse Torre Key Bank. El inquilino principal de ese edificio se mudó a Gateway Tower West, que pasó a llamarse la nueva Torre del Grupo Financiero Beneficiario. Los residentes y los medios de comunicación impugnaron una decisión inicial de demoler el antiguo edificio del First Security Bank. El desafío fue confirmado y el edificio fue renovado.

### Residenciales
Existen aproximadamente trescientas viviendas, que consisten en condominios y departamentos, en el City Creek Center. Están ubicados en cinco torres residenciales, una de las cuales es 99 West. Este rascacielos residencial ha reemplazado a la posada demolida en Temple Square en la esquina noroeste de las calles West Temple y West Temple. Richard Court, ubicado en South Temple Street, directamente frente a Temple Square, encabezó a principios de febrero de 2009 con más del 45 por ciento vendido. Construcción terminada para el edificio Regent de 23 pisos en 2011, ubicado en el lado sur del bloque este (100 South Street), El Regente fue uno de los últimos edificios terminados en el City Creek Center. Otros apartamentos se construyen principalmente a lo largo de 100 South Street, y algunos también se construyen a lo largo de South Temple Street. Los cimientos y los primeros tres pisos del edificio de condominios Cascade de 19 pisos se construyeron como parte de la construcción original. Los planes requieren la finalización de la torre cuando la mayoría de las otras unidades residenciales en el complejo City Creek se venden y las condiciones del mercado son correctas.

### Hoteles

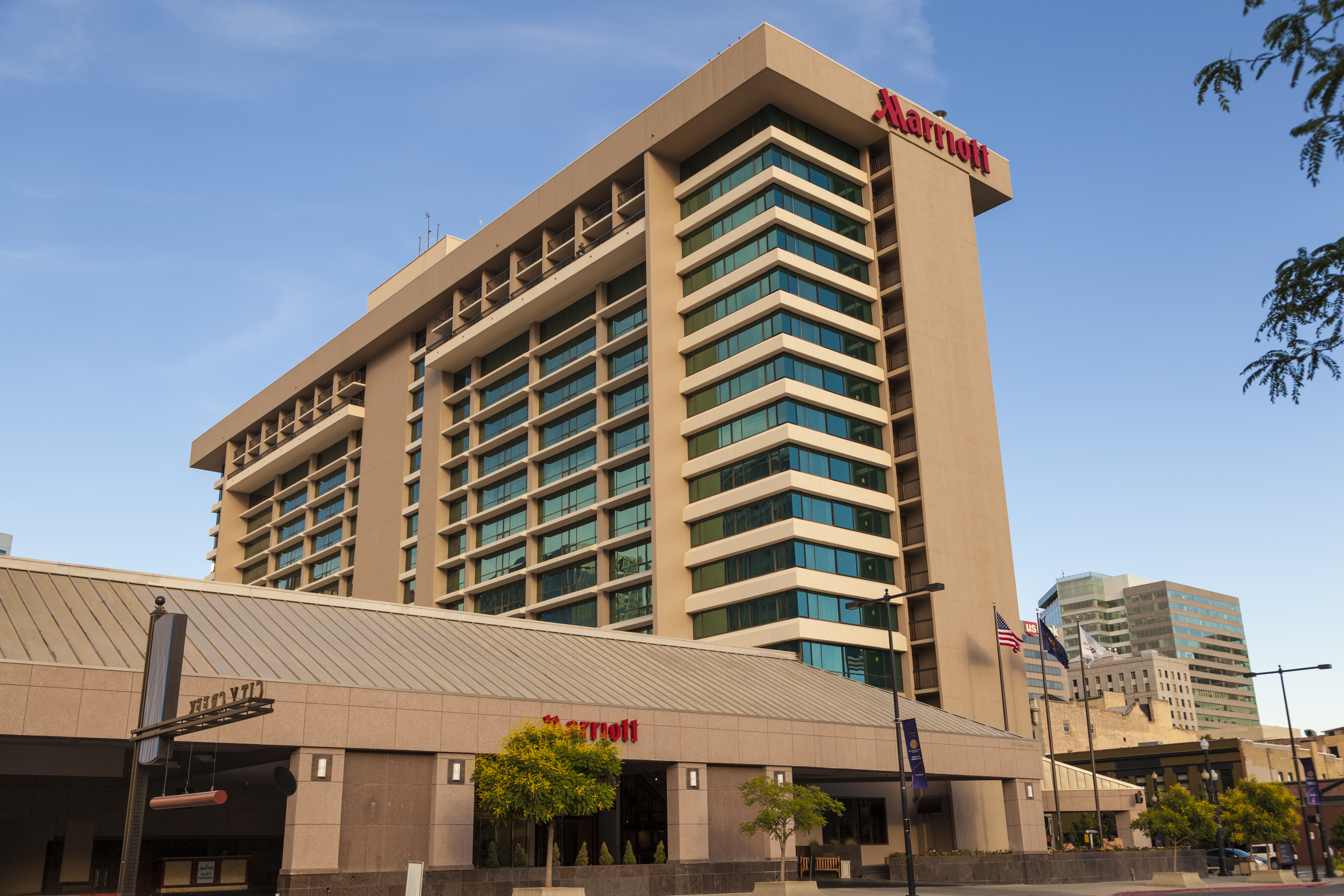
Marriott Downtown y City Creek Hotel del S West Temple Street

El Marriott Downtown at City Creek Hotel es el único hotel ubicado en el City Creek Center. Antes del desarrollo de City Creek, fue nombrado Salt Lake City Marriott Downtown. El hotel original fue inaugurado el 15 de octubre de 1981 por Marriott International y se renovó cuando se reconstruyó el bloque.

### Estacionamiento
City Creek Center tiene 5600 espacios para vehículos que se encuentran en las dos cuadras subterráneas de City Creek Center. El estacionamiento es de uso mixto, y sirve de manera mensual, diaria y residencial. El estacionamiento es administrado por Utah Property Management Associates, LLC., Una compañía hermana de City Creek Reserve Inc.

## Demolición y construcción

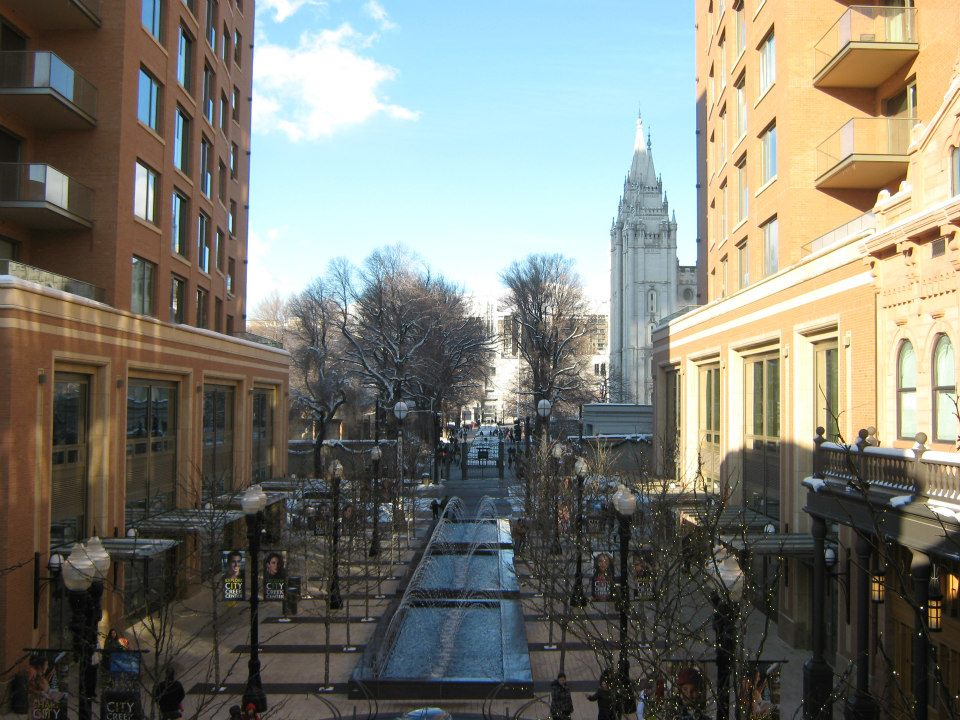
Vista del City Creek Center y de Salt Lake Temple

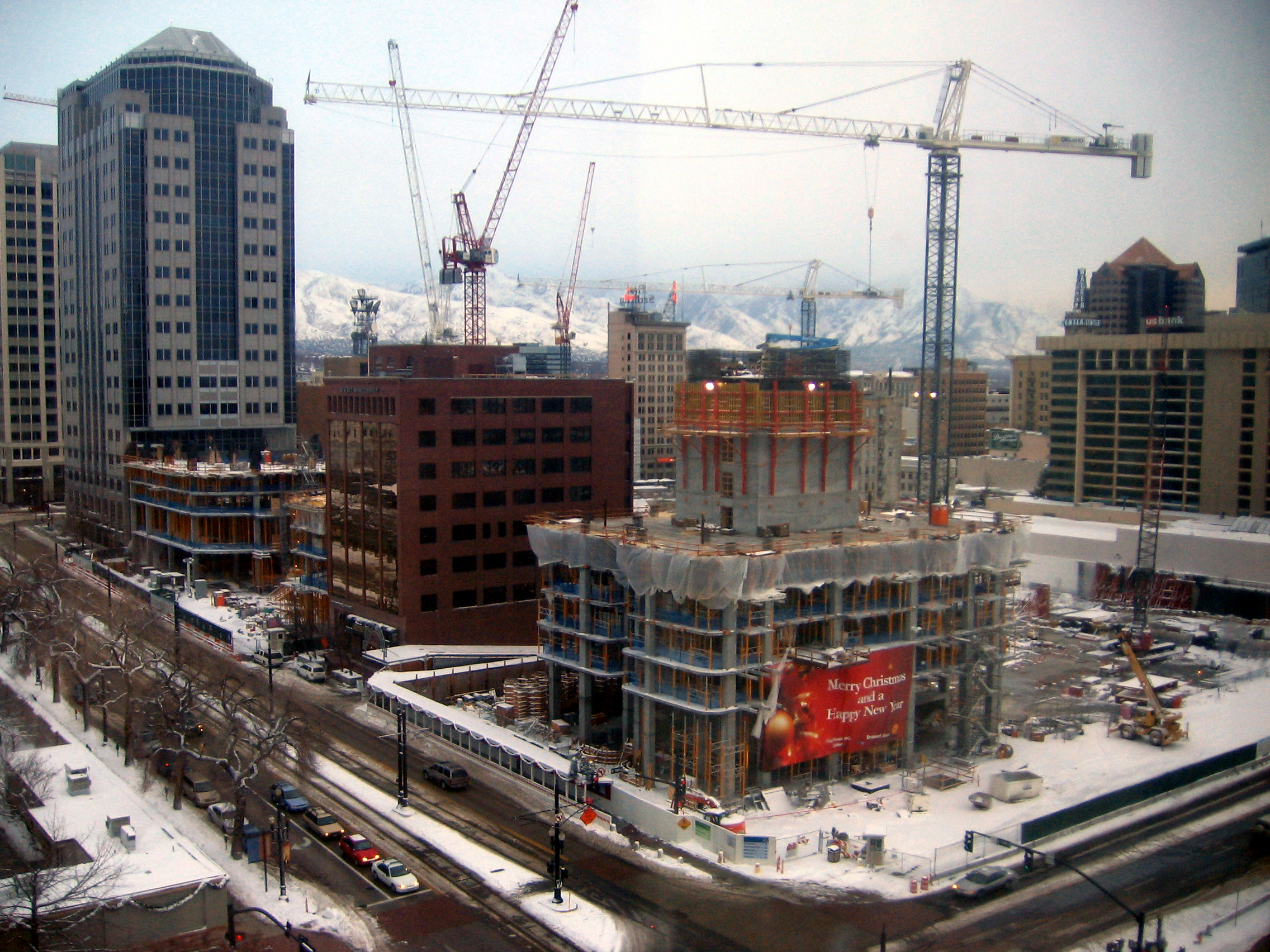
Construcción de City Creek Center vista desde la esquina de las calles South Temple y West Temple. Mirando hacia el sudeste, se pueden ver seis grúas grandes en esta vista (diciembre de 2008).

La mayor parte del City Creek Center se completó a fines de 2011 y se abrió a principios de 2012, abarcando casi 81 000 m² en tres cuadras en el corazón del centro de Salt Lake City como un esfuerzo de revitalización para restaurar el centro de la ciudad en un vibrante centro económico y cultural.
La demolición de las antiguas estructuras del sitio comenzó en noviembre de 2006. En febrero de 2007, el Inn at Temple Square había sido completamente demolido y se estaba trabajando para demoler la antigua estructura de estacionamiento del Crossroads Plaza Mall. La demolición continuó en todo el sitio de oeste a este, con varios negocios abiertos hasta poco tiempo antes de su demolición programada. Macy's y Nordstromambos habían cerrado a principios de febrero de 2007. El 18 de agosto de 2007, la Torre Key Bank de veinte pisos fue implosionada y fue uno de los pasos finales para completar la demolición. La demolición se completó a fines de 2007, y fue seguida por otros seis meses de excavación y preparación del sitio. Para julio de 2008, la mayoría de las estructuras debajo de la superficie del bloque Crossroads ubicadas al sureste de la intersección de Main Street y South Temple Street estaban completas. La estructura de estacionamiento debajo del futuro sitio de Nordstrom estaba completa en la esquina suroeste de la manzana. El núcleo central de la torre de condominios de treinta y dos pisos, así como la base de trabajo para tres residenciales adicionales. Las estructuras ubicadas a lo largo del borde norte del bloque habían comenzado la construcción inicial a mediados de 2008.
El consultor de Building Envelope, Morrison Hershfield, brindó servicios en temas desde el esquema hasta las fases de construcción del proyecto City Creek Center. Esto incluyó dos estacionamientos subterráneos, cinco edificios residenciales / de oficinas, varias tiendas minoristas, una rehabilitación de edificios y áreas alrededor y debajo de las áreas de fuentes y arroyos artificiales. El diseño del sistema de barrera de aire se desarrolló en base a una barrera de aire continua membrana para todas las áreas de paredes opacas atadas con los sistemas de acristalamiento y techado / impermeabilización.
La barra de refuerzo se instaló en el sur de la Torre Key Bank recientemente reubicada, ubicada en el borde este del bloque ZCMI al este del bloque Crossroads a fines de julio de 2008. El resto del bloque ZCMI acababa de completar la preparación inicial del sitio. en este momento con la demolición de la parte restante del centro comercial ZCMI completado en enero de 2009.
La sección del patio de comidas, ubicada entre las torres Key Bank y Eagle Gate, se inauguró el 10 de junio de 2009 después de un retraso de dos días.
Los primeros condominios, Richard's Court, se terminaron durante la primavera de 2010. El primer inquilino, una tienda insignia de Deseret Book, abrió sus puertas en el primer piso de Richard's Court en abril de 2010.

## Opinión pública
Varios críticos se opusieron al Skybridge, que fue construido para canalizar a los compradores a través de la zona de desarrollo. Las críticas incluyeron a muchos comerciantes del extremo sur que expresaron su preocupación de que el puente aéreo desviaría el tráfico de las tiendas a nivel de la calle adyacentes a la zona de desarrollo. Afirman que un resultado similar ocurrió hace treinta años después de la construcción de los dos centros comerciales que City Creek reemplazó, durante los cuales comerciantes de toda la vida como Auerbachs, Paris Company, Wolfs y Broadway Music cerraron la tienda y se mudaron o cerraron.
Algunos observadores consideraron que City Creek Center era un proyecto inapropiado para la IJSUD. Argumentaron que la alta inversión en el consumismo y la promoción del consumo conspicuo descuidaban los principios religiosos y, en cambio, sugerían que los fondos se gastarían mejor en recursos comunitarios, servicios de asistencia social o divulgación humanitaria. Otros no estuvieron de acuerdo, diciendo que el Centro trajo empleos y belleza al centro, y la IJSUD tenía el deber de elevar las propiedades cerca de Temple Square, e invertir sus ingresos privados y comerciales. La IJSUD ha declarado que no usó el dinero de los diezmos para la construcción del complejo, con el proyecto financiado a través del brazo inmobiliario comercial de la iglesia, Property Reserve, Inc.
En 2008, el Sierra Club emitió un informe de acciones ambientalmente responsables tomadas por comunidades de fe en cada estado. Citó el desarrollo de City Creek de la IJSUD como uno de los sesenta proyectos pilotos seleccionados para finalizar el proceso de certificación de Liderazgo en Energía y Diseño Ambiental - Desarrollo de Vecindarios (LEED-ND).